# Permila
Permila es un género extinto de insectos protodípteros de la familia Permotanyderidae, descrito a partir de un espécimen de Permotipula borealis, descubierto por Martynova en 1961 y redescrito como Permila borealis por Willmann en 1989.